# Сухар
Сухар — місто, адміністративний центр північної частини провінції Ель-Батіна Султанату Оман, а також однойменного вілайєту. Розташоване за 240 км на північний захід від столиці Маскату. У I столітті цей порт називався «Омана». Свого часу був столицею всієї держави.
Багато хто вважає, що в Сухарі народився Синдбад-мореплавець. Місто славиться своєю історією мореплавства. Традиційно Сухар є центром рибальства, тут знаходиться великий рибний ринок («сук»).

## Пам'ятки

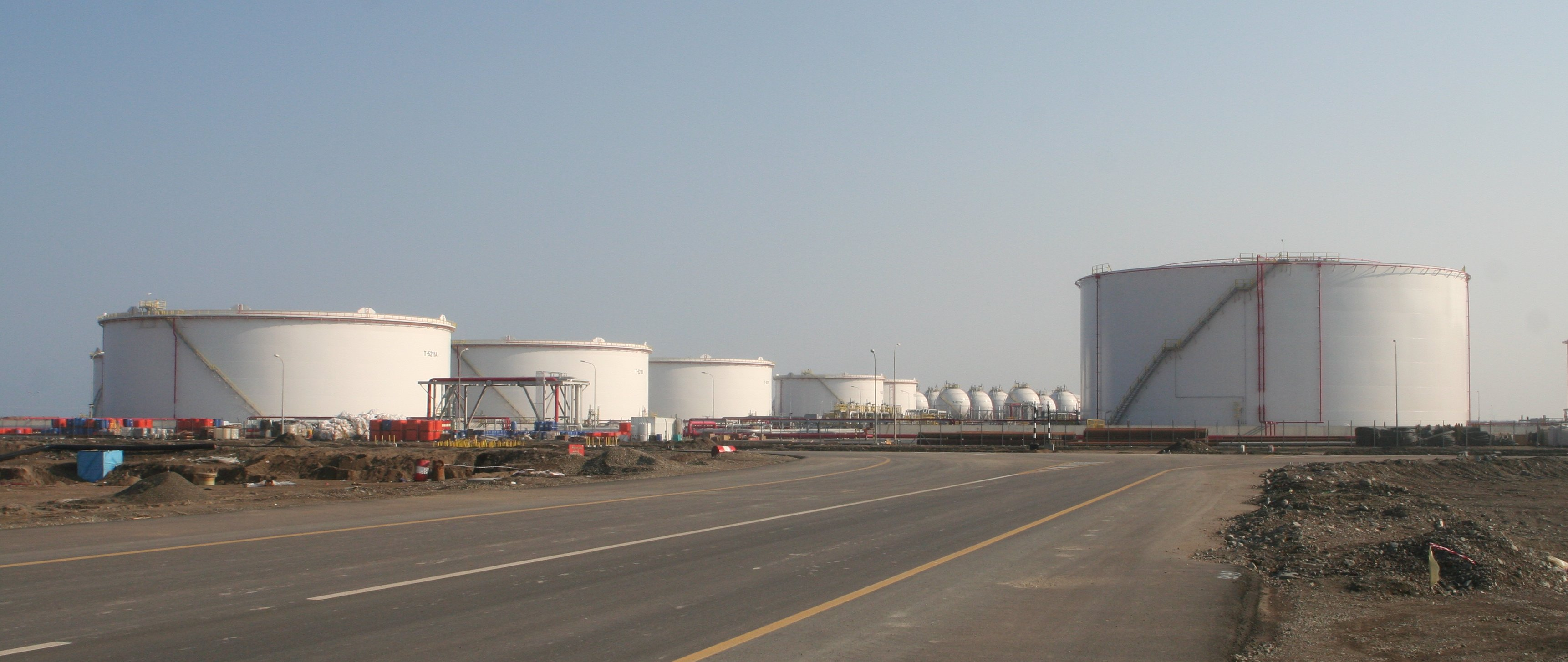
Нафтові резервуари в Сухарі

Неподалік від Сухара розташовані стародавні мідні рудники, а також Джебель Ахдар (Зелена гора), найвища гора в Омані. Неподалік від Сухара знаходяться такі історичні міста як Ібрі, Нахль, Рустак і Нізва.
Портом в Сухар управляє компанія Sohar Industrial Port Company (SIPC). Порт побудований в 2002 році, знаходиться на південний схід від Ормузької протоки, на березі Оманської затоки. Порт Сухара не є зоною вільної торгівлі.
Сухар відомий зверненим у бік бухти фортом, чиї 4-х ярусні стіни і 6 веж височіють на віддалі, представляючи собою масштабне видовище. Заснований форт в IX столітті персами. Як показали археологічні розкопки, зроблені в 1980 році, форт був перебудований наприкінці XIII-початку XIV століть.
Поруч з фортом варто Мечеть Султана Кабуса, що займає площу 16992м², в якій можуть перебувати одночасно більше 2000 молільників.

## Клімат
Клімат в Сухара взимку теплий, влітку — жаркий. Дощі рідкісні. Вологість поблизу моря висока, особливо з травня по вересень. Найвідповідішний час для туризму — з жовтня по кінець березня.
| Клімат                                                  | Клімат | Клімат | Клімат | Клімат | Клімат | Клімат | Клімат | Клімат | Клімат | Клімат | Клімат | Клімат | Клімат |
| Показник                                                | Січ.   | Лют.   | Бер.   | Квіт.  | Трав.  | Черв.  | Лип.   | Серп.  | Вер.   | Жовт.  | Лист.  | Груд.  |        |
| Абсолютний максимум, °C                                 | 32,6   | 32,1   | 37,4   | 44,5   | 46,9   | 48,5   | 50,0   | 45,0   | 43,2   | 42,4   | 37,7   | 33,9   |        |
| Середній максимум, °C                                   | 24,2   | 25,3   | 27,5   | 31,9   | 36,3   | 36,9   | 36,2   | 34,7   | 34,1   | 33,0   | 29,5   | 26,1   |        |
| Середня температура, °C                                 | 18,9   | 19,5   | 22,4   | 26,8   | 31,0   | 32,7   | 33,0   | 31,6   | 30,3   | 27,4   | 23,7   | 20,4   |        |
| Середній мінімум, °C                                    | 12,4   | 13,3   | 16,1   | 19,6   | 23,7   | 26,2   | 28,2   | 27,1   | 24,7   | 20,4   | 16,8   | 14,4   |        |
| Абсолютний мінімум, °C                                  | 5,7    | 5,8    | 6,8    | 11,2   | 16,0   | 19,7   | 22,4   | 21,4   | 17,4   | 12,0   | 8,0    | 7,4    |        |
| Середня кількість сонячних годин на місяць              | 269,4  | 228,6  | 230,8  | 276,0  | 322,4  | 310,9  | 281,5  | 275,6  | 276,3  | 284,6  | 257,5  | 259,8  |        |
| Норма опадів, мм                                        | 4.7    | 56.2   | 17.0   | 7.8    | 2.5    | 0.0    | 0.1    | 0.0    | 0.5    | 0.0    | 3.8    | 15.9   |        |
| Вологість повітря, %                                    | 72     | 74     | 72     | 65     | 63     | 70     | 77     | 80     | 79     | 73     | 72     | 74     |        |
| ------------------------------------------------------- | ------ | ------ | ------ | ------ | ------ | ------ | ------ | ------ | ------ | ------ | ------ | ------ | ------ |
| Джерело: NOAA, www.world-climates.com (average maximum) |        |        |        |        |        |        |        |        |        |        |        |        |        |

## Промисловість
Основою економіки міста служить порт, в який було інвестовано кілька мільярдів доларів. Крім того, в Сухарі є: важка промисловість, нафтопереробний завод, завод з виробництва алюмінію, нафтохімічний комбінат тощо.